# 徐松
徐松（1781年—1848年），字星伯、孟品，原籍浙江上虞，寄籍顺天府大兴县，清代翰林，地理学家。

## 生平
乾隆四十六年（1781年）生於浙江紹興，幼年时其父在京师为官，隨父移居京师（今北京市），落籍为顺天府大兴县。嘉慶十年（1805年），二甲第一名进士，選庶吉士，散館授翰林院编修，師張問陶。嘉慶十四年（1809年）入文穎館擔任《全唐文》提调兼总纂官；又從《永乐大典》中辑出《宋会要辑稿》500卷，《河南志》，《中興禮書》，又撰写《唐两京城坊考》，《登科记考》，嘉慶十五年（1810年）由翰林督學湖南，任宝庆府（今湖南邵阳）主考。好藏書。

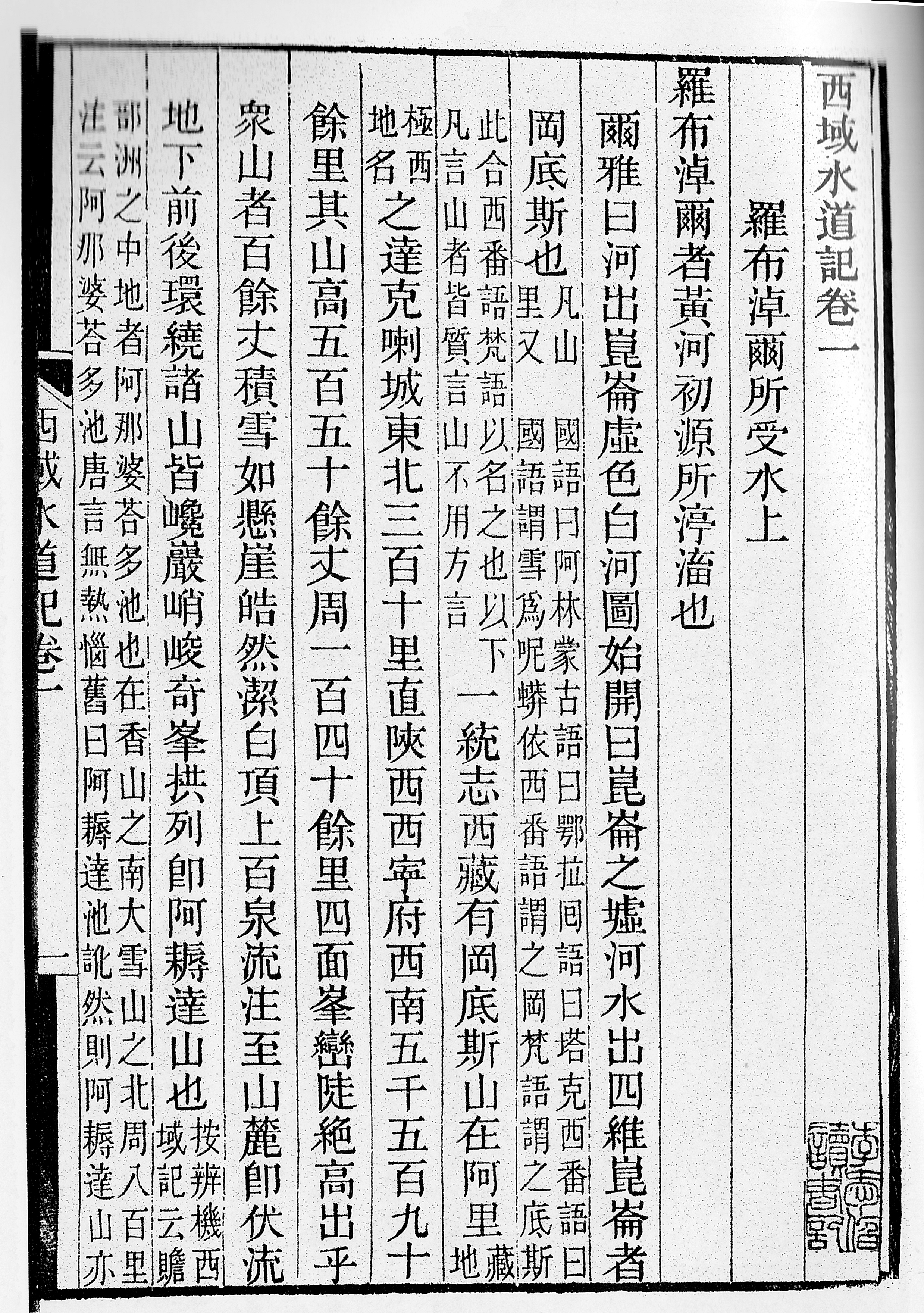
道光本西域水道记

因厌恶士大夫骗取功名，有意不按规定恭谒“圣庙”，讲读“圣谕”，试题也不依“八股”格式。嘉庆十六年（1811年）十一月二十二日礼部给事中赵慎畛奏参其需索陋规及出题“四书题目割裂经文罪”“诲慢圣贤”等九款罪状，由工部侍郎初彭龄等奉旨查办，發現其刻印《经文试帖新编》令生童购买，嘉慶十七年（1812年）谪戍伊犁戍所惠远城，他将其称为“老芙蓉庵”，受伊犁将军松筠賞識。松筠嘱托其纂修《新疆事略》。嘉慶二十年（1815年），越天山穆素尔岭（今称木扎尔特达坂），遊阿克苏、吐鲁番、乌鲁木齐，撰寫《新疆赋》。他遍游天山南北路，详细纪录所经山脉走向，河流发源，流向，并绘出草图，与旧史、方略等官修史书比勘，去伪存真，纠谬补缺。嘉慶二十四年（1819年）写出了著名的地理学专著《西域水道记》12卷，同时期还完成《汉书西域传补注》。同年赦還。
徐松“自塞外归，文名益噪，其时海内通人游都下者，莫不相见恨晚”。嘉庆二十五年（1821年），在祁韵士主编《西陲总统事略》12卷基础上編定《新疆识略》。此后历任内阁中书、禮部主事、郎中、监察御史、榆林府知府等职，“海内言地学者，群推为巨子”。道光二十八年（1848年）卒。

## 著作
徐松的《西域水道记》、《汉书西域传补注》、《新疆赋》三書被稱為“大兴徐氏三种”、“徐星伯先生著书三种”。《新疆赋》，以葱岭大夫、乌孙使者的问答方式，分咏天山南北二路地理形势。《西域水道记》12卷，附有“水道图”，本書將西域水道归结为十一个水系，并在体例上模仿郦道元《水经注》，详载水道流域之交通、物产、城邑兴废、民族分布等，为研究新疆各民族历史、地理提供了第一手资料。日本早稻田大学收藏有徐松旧稿。徐松治学讲求实际，精通金石文字和舆地之学，另著有《新斠注地理志集释》《唐两京城坊考》《登科记考》等。

## 延伸阅读
[在维基数据编辑]
 《清史稿/卷486》，出自趙爾巽《清史稿》
 在维基共享资源阅览影像